# Safidon
Safidon är en ort i Indien.   Den ligger i distriktet Jīnd och delstaten Haryana, i den norra delen av landet, 100 km nordväst om huvudstaden New Delhi. Safidon ligger 238 meter över havet och antalet invånare är 30 863.
Terrängen runt Safidon är mycket platt. Runt Safidon är det mycket tätbefolkat, med 1 177 invånare per kvadratkilometer. Safidon är det största samhället i trakten. Trakten runt Safidon består till största delen av jordbruksmark.